# Morlac
Morlac is een gemeente in het Franse departement Cher (regio Centre-Val de Loire) en telt 334 inwoners (1999). De plaats maakt deel uit van het arrondissement Saint-Amand-Montrond.

## Geografie
De oppervlakte van Morlac bedraagt 31,1 km², de bevolkingsdichtheid is 10,7 inwoners per km².
De onderstaande kaart toont de ligging van Morlac met de belangrijkste infrastructuur en aangrenzende gemeenten.

## Demografie
Onderstaande figuur toont het verloop van het inwonertal (bron: INSEE-tellingen).